# Равіндер Сінгх
Равіндер Сінгх Сангван (англ. Ravinder Singh Sangwan; нар. 30 вересня 1982, село Харман, округ Джхадджар, штат Хар'яна) — індійський борець вільного та греко-римського стилів, дворазовий чемпіон Південноазійських ігор та дворазовий срібний призер чемпіонатів Співдружності з вільної боротьби, бронзовий призер чемпіонату Азії, бронзовий призер Азійських ігор, п'ятиразовий чемпіон та срібний призер чемпіонатів Співдружності, чемпіон Ігор Співдружності з греко-римської боротьби.

## Життєпис
Боротьбою почав займатися з 1995 року. У 1987 році здобув срібну медаль чемпіонату світу серед кадетів. У 2000 році став чемпіоном Азії серед юніорів.
Виступав за борцівський клуб Делі. Тренер — Сатпал Сінгх (з 2002), Анілманн (з 2009). 10-разовий чемпіон Індії.
Працює заступником суперінтенданта в поліції Хар'яни. 
У 2011 році за спортивні досягнення був нагороджений премією «Арджуна».

## Спортивні результати на міжнародних змаганнях

### Виступи на Чемпіонатах світу
| Змагання                        | Збірна | Вагова категорія                 | Місце |
| ------------------------------- | ------ | -------------------------------- | ----- |
| Чемпіонат світу з боротьби 2001 | Індія  | греко-римська боротьба, до 58 кг | 24    |
| Чемпіонат світу з боротьби 2003 | Індія  | греко-римська боротьба, до 60 кг | 19    |
| Чемпіонат світу з боротьби 2005 | Індія  | греко-римська боротьба, до 60 кг | 32    |
| Чемпіонат світу з боротьби 2007 | Індія  | греко-римська боротьба, до 60 кг | 32    |
| Чемпіонат світу з боротьби 2009 | Індія  | греко-римська боротьба, до 60 кг | 22    |
| Чемпіонат світу з боротьби 2010 | Індія  | греко-римська боротьба, до 60 кг | 11    |
| Чемпіонат світу з боротьби 2013 | Індія  | греко-римська боротьба, до 60 кг | 15    |
| Чемпіонат світу з боротьби 2014 | Індія  | греко-римська боротьба, до 59 кг | 27    |
| Чемпіонат світу з боротьби 2015 | Індія  | греко-римська боротьба, до 59 кг | 23    |

### Виступи на Чемпіонатах Азії
| Змагання                       | Збірна | Вагова категорія                 | Місце  |
| ------------------------------ | ------ | -------------------------------- | ------ |
| Чемпіонат Азії з боротьби 2001 | Індія  | греко-римська боротьба, до 58 кг | 5      |
| Чемпіонат Азії з боротьби 2003 | Індія  | греко-римська боротьба, до 60 кг | 4      |
| Чемпіонат Азії з боротьби 2005 | Індія  | греко-римська боротьба, до 60 кг | 5      |
| Чемпіонат Азії з боротьби 2007 | Індія  | греко-римська боротьба, до 60 кг | 10     |
| Чемпіонат Азії з боротьби 2008 | Індія  | греко-римська боротьба, до 60 кг | 5      |
| Чемпіонат Азії з боротьби 2009 | Індія  | греко-римська боротьба, до 60 кг | 9      |
| Чемпіонат Азії з боротьби 2010 | Індія  | греко-римська боротьба, до 60 кг | Бронза |
| Чемпіонат Азії з боротьби 2012 | Індія  | греко-римська боротьба, до 60 кг | 5      |
| Чемпіонат Азії з боротьби 2013 | Індія  | греко-римська боротьба, до 60 кг | 8      |

### Виступи на Азійських іграх
| Змагання           | Збірна | Вагова категорія                 | Місце  |
| ------------------ | ------ | -------------------------------- | ------ |
| Азійські ігри 2002 | Індія  | греко-римська боротьба, до 60 кг | 6      |
| Азійські ігри 2006 | Індія  | греко-римська боротьба, до 60 кг | 8      |
| Азійські ігри 2010 | Індія  | греко-римська боротьба, до 60 кг | Бронза |
| Азійські ігри 2014 | Індія  | греко-римська боротьба, до 59 кг | 12     |

### Виступи на Південноазійських іграх
| Змагання                   | Збірна | Вагова категорія          | Місце  |
| -------------------------- | ------ | ------------------------- | ------ |
| Південноазійські ігри 2016 | Індія  | вільна боротьба, до 57 кг | Золото |
| Південноазійські ігри 2019 | Індія  | вільна боротьба, до 61 кг | Золото |

### Виступи на Чемпіонатах Співдружності
| Змагання                                | Збірна | Вагова категорія                 | Місце  |
| --------------------------------------- | ------ | -------------------------------- | ------ |
| Чемпіонат Співдружності з боротьби 2005 | Індія  | греко-римська боротьба, до 60 кг | Золото |
| Чемпіонат Співдружності з боротьби 2005 | Індія  | вільна боротьба, до 60 кг        | Срібло |
| Чемпіонат Співдружності з боротьби 2007 | Індія  | греко-римська боротьба, до 60 кг | Золото |
| Чемпіонат Співдружності з боротьби 2009 | Індія  | греко-римська боротьба, до 60 кг | Золото |
| Чемпіонат Співдружності з боротьби 2011 | Індія  | греко-римська боротьба, до 60 кг | Срібло |
| Чемпіонат Співдружності з боротьби 2013 | Індія  | греко-римська боротьба, до 60 кг | Золото |
| Чемпіонат Співдружності з боротьби 2013 | Індія  | вільна боротьба, до 60 кг        | Срібло |
| Чемпіонат Співдружності з боротьби 2016 | Індія  | греко-римська боротьба, до 59 кг | Золото |

### Виступи на Іграх Співдружності
| Змагання                | Збірна | Вагова категорія                 | Місце  |
| ----------------------- | ------ | -------------------------------- | ------ |
| Ігри Співдружності 2010 | Індія  | греко-римська боротьба, до 60 кг | Золото |

### Виступи на інших змаганнях
| Змагання                                                         | Збірна | Вагова категорія                 | Місце  |
| ---------------------------------------------------------------- | ------ | -------------------------------- | ------ |
| Олімпійський кваліфікаційний турнір з боротьби 2004 (Новий Сад)  | Індія  | греко-римська боротьба, до 60 кг | 15     |
| Олімпійський кваліфікаційний турнір з боротьби 2004 (Ташкент)    | Індія  | греко-римська боротьба, до 60 кг | 24     |
| Міжнародний меморіал Дейва Шульца 2005                           | Індія  | греко-римська боротьба, до 60 кг | 5      |
| Олімпійський кваліфікаційний турнір з боротьби 2008 (Роме-Остія) | Індія  | греко-римська боротьба, до 60 кг | 16     |
| Олімпійський кваліфікаційний турнір з боротьби 2008 (Новий Сад)  | Індія  | греко-римська боротьба, до 60 кг | 23     |
| Міжнародний меморіал Дейва Шульца 2009                           | Індія  | греко-римська боротьба, до 60 кг | Бронза |
| Гран-прі Німеччини з боротьби 2009                               | Індія  | греко-римська боротьба, до 60 кг | Бронза |
| Міжнародний меморіал Дейва Шульца 2010                           | Індія  | греко-римська боротьба, до 60 кг | 6      |
| Олімпійський кваліфікаційний турнір з боротьби 2012 (Гельсінкі)  | Індія  | греко-римська боротьба, до 60 кг | 18     |
| Кубок Тахті 2015                                                 | Індія  | греко-римська боротьба, до 59 кг | 11     |
| Олімпійський кваліфікаційний турнір з боротьби 2016 (Астана)     | Індія  | греко-римська боротьба, до 59 кг | 5      |
| Олімпійський кваліфікаційний турнір з боротьби 2016 (Стамбул)    | Індія  | греко-римська боротьба, до 59 кг | 22     |

### Виступи на змаганнях молодших вікових груп
| Змагання                                      | Збірна | Вагова категорія                 | Місце  |
| --------------------------------------------- | ------ | -------------------------------- | ------ |
| Чемпіонат світу з боротьби серед кадетів 1987 | Індія  | вільна боротьба, до 40 кг        | Срібло |
| Чемпіонат світу з боротьби серед юніорів 1986 | Індія  | вільна боротьба, до 65 кг        | 14     |
| Чемпіонат Азії з боротьби серед юніорів 1998  | Індія  | греко-римська боротьба, до 56 кг | 6      |
| Чемпіонат світу з боротьби серед юніорів 2000 | Індія  | греко-римська боротьба, до 58 кг | 22     |
| Чемпіонат Азії з боротьби серед юніорів 2000  | Індія  | греко-римська боротьба, до 58 кг | Золото |
| Чемпіонат світу з боротьби серед юніорів 2001 | Індія  | греко-римська боротьба, до 58 кг | 20     |